# Chiesa di Santa Lucia (Montisi)

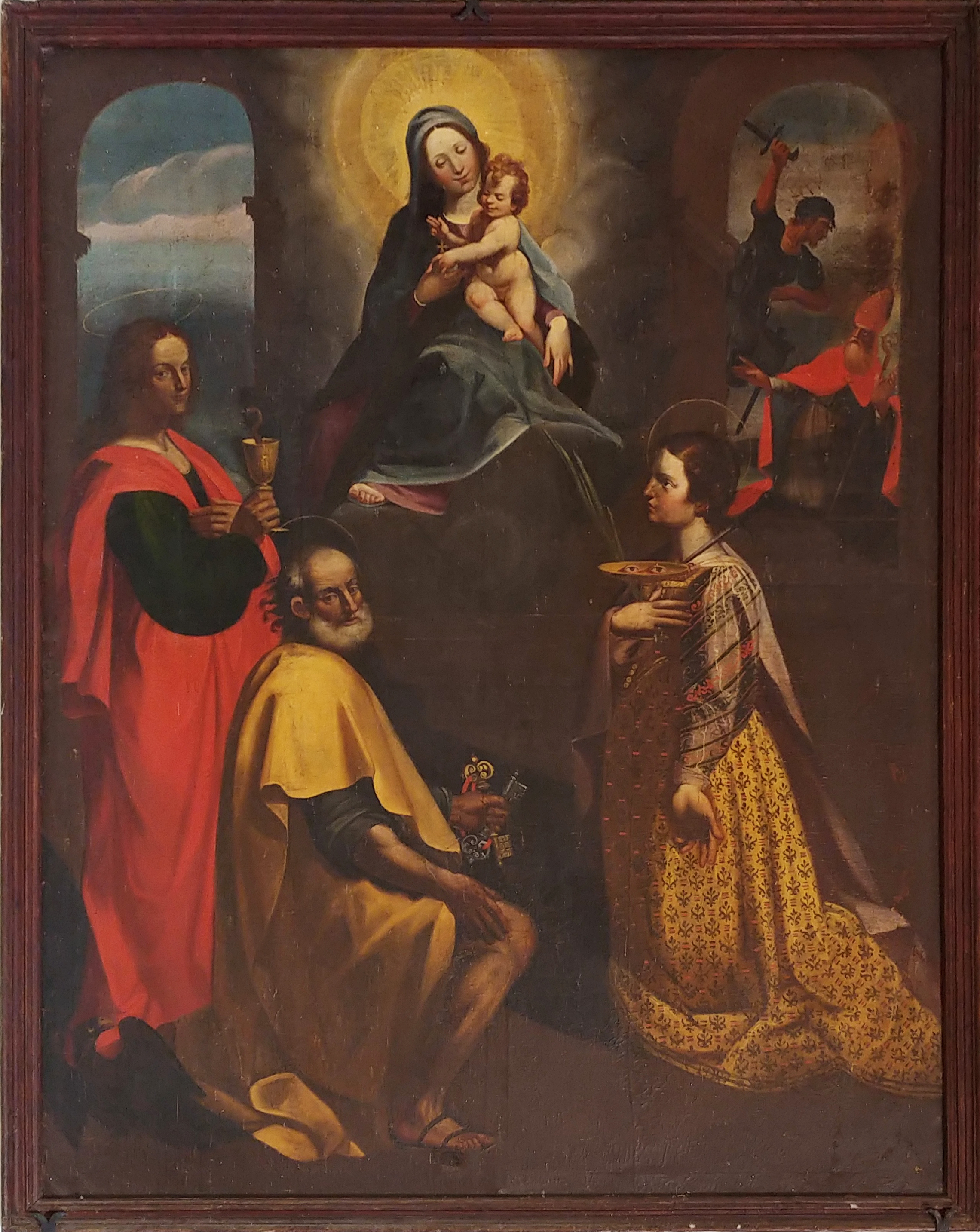
Madonna col Bambino e santi della scuola del Nasini, attualmente nella pieve della Santissima Annunziata

La chiesa di Santa Lucia è un luogo di culto cattolico di Montisi, frazione di Montalcino, situato poco fuori dal paese.

## Storia
La chiesa venne costruita nel XVII secolo poco fuori dal paese di Montisi, sulla strada per Castelmuzio, come lazzaretto affiliato alla compagnia del Santissimo Sacramento.
Nel XVIII secolo, è stato realizzato un nuovo altare in stile barocco, sul quale venne posta la pala, già presente nella chiesa, Madonna col Bambino fra i Santi Giovanni Evangelista, Pietro Apostolo e Lucia martire, della scuola del Nasini.
Officiata saltuariamente, dopo la seconda guerra mondiale è rimasta chiusa al culto fino al 1977 quando è stata riaperta dopo un restauro al tetto finanziato da Luisina Rolero. Chiusa di nuovo al culto negli anni ottanta del XIX secolo, ma mai sconsacrata, la sua pala è stata portata nella pieve della Santissima Annunziata.

## Architettura
La chiesa di Santa Lucia, sorge poco fuori dal paese di Montisi, all'incrocio fra la circonvallazione e la strada per Castelmuzio.
L'edificio, rialzato rispetto al piano della strada, è preceduto da un sagrato al quale si accede tramite una breve scala. La facciata, molto semplice, è completamente intonacata di bianco. Al centro, si trova il portale, con semplice cornicie e strombatura in mattoni rosso scuro. Ai sue lati, si aprono due finestre rettangolari chiuse con inferriate. Sul coronamento della facciata, vi è una croce in ferro battuto.
L'interno della chiesa è a navata unica senza abside, coperta con soffitto a capriate lignee sorrette da mensole finemente scolpite. In controfacciata, alla sinistra del portale, vi è un'acquasantiera incassata nel muro. A metà della navata, sulla parete di sinistra, si trova una lapide che ricorda i restauri del 1977. A ridosso della parete fondale, rialzato di qualche gradino, vi è l'altare barocco in stucco bianco. Questo è costituito dalla mensa sorretta da due colonnette e da un'ancona costituita da due colonne corinzie che sorreggono un timpano triangolare. Sull'altare, ora vuoto, si trovava la pala Madonna col Bambino fra i Santi Giovanni Evangelista, Pietro Apostolo e Lucia martire, della scuola di Francesco Nasini (XVII secolo), ora nella pieve della Santissima Annunziata.

## Collegamenti
- Montisi
- Diocesi di Montepulciano-Chiusi-Pienza